# キリストの哀悼 (デューラー、ミュンヘン)

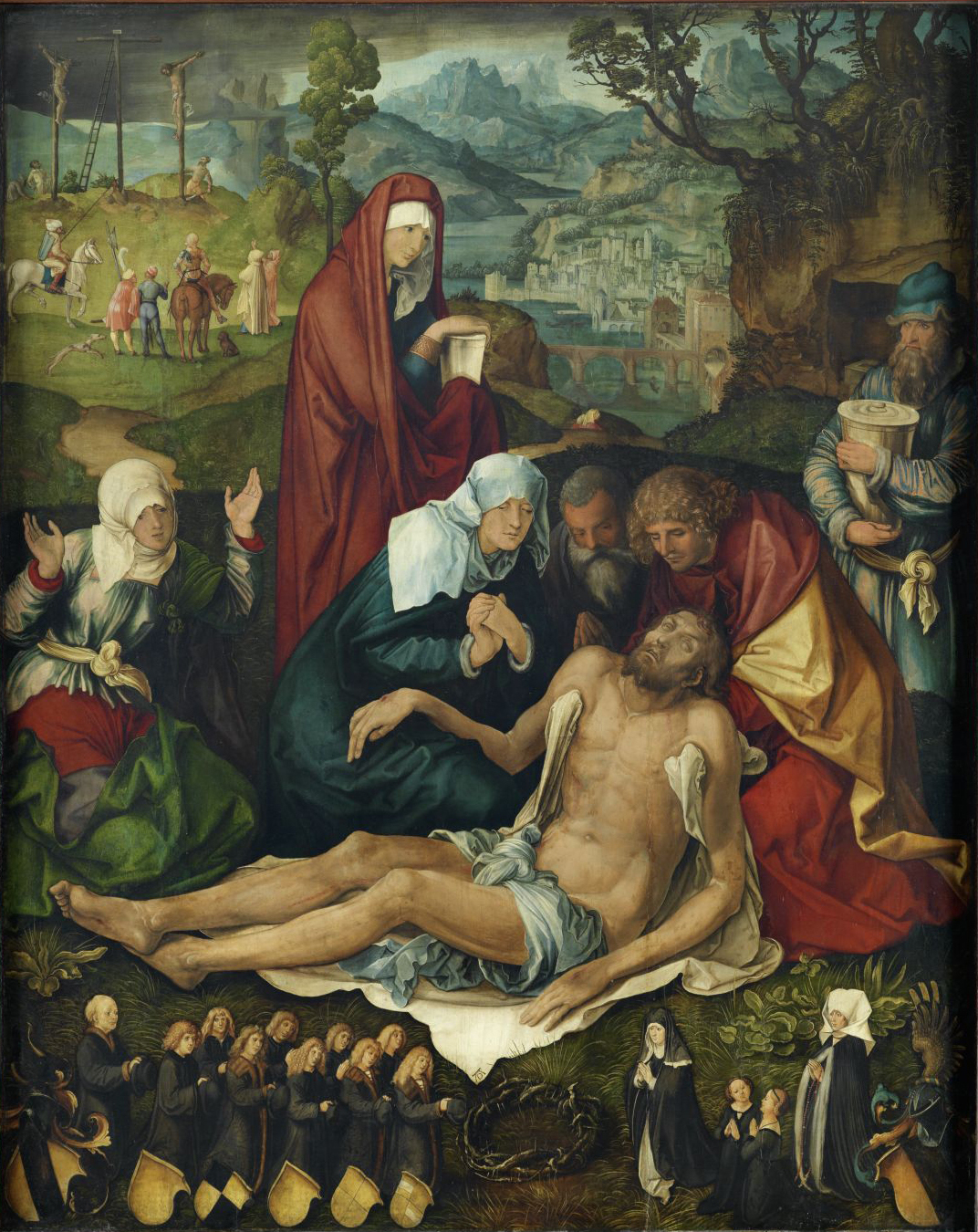
アルブレヒト・デューラー『キリストの哀悼』1498年頃、ゲルマン国立博物館 (ニュルンベルク)

『キリストの哀悼』（キリストのあいとう、独: Die Beweinung Christi、英: Lamentation of Christ）または、『グリムの哀悼』（グリムのあいとう、独: Glimsche Beweinung、英: Glimm Lamentation）は、ドイツのルネサンス期の巨匠、アルブレヒト・デューラーによる板上の油彩画である。1500年頃に制作された「イエス・キリストの哀悼」を主題とした作品で、作品の依頼者アルブレヒト・グリムの墓のあったニュルンベルクのプレディガー教会 (Predigerkirche) に掛けられたが、グリムの息子が1547年以前に売却した。作品は現在、ドイツのミュンヘンにあるアルテ・ピナコテークに所蔵されている。

## 概要

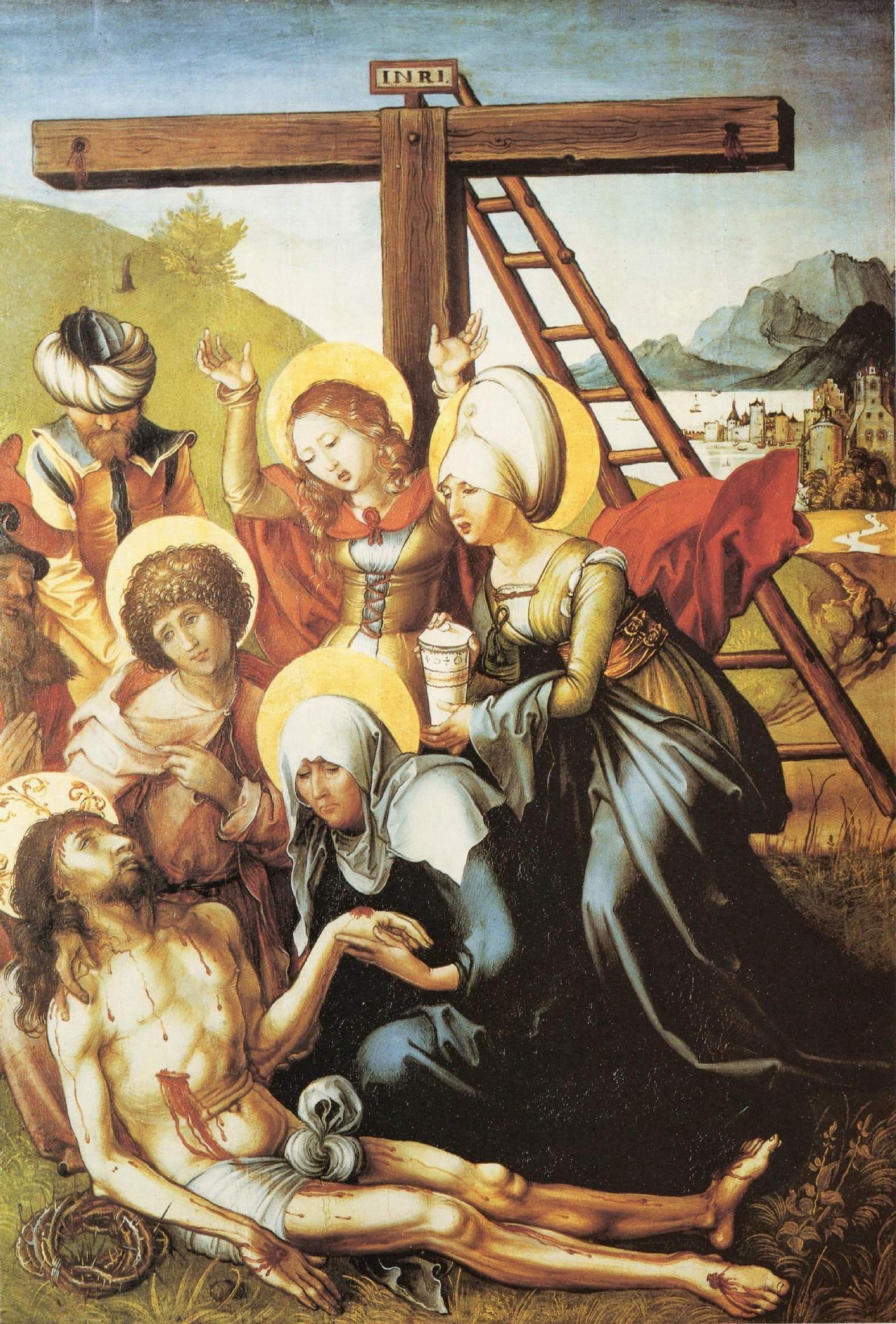
アルブレヒト・デューラー 『キリストの哀悼』(『七つの悲しみの多翼祭壇画』の一部) 1500年頃、 アルテ・マイスター絵画館 (ドレスデン)

本作は、ニュルンベルクの金細工職人のアルブレヒト・グリムにより、1500年に亡くなった最初の妻、マルガレーテ・ホルツマンの記念として依頼された。1924年に後世の補筆が削除されたことで、宗教上の人物よりはるかに小さく描かれた寄進者（グリムと三人の息子）と亡くなった妻の元の姿がよみがえった。画面右下にいるのが亡き妻で、左下にいるのがグリムとその子供たちである。画面左右には一家の紋章も描かれている。
絵画は、アリマタヤのヨセフによって支えられている、年老いて取り乱した聖母マリアを含む、信心深い女性に囲まれた死んだイエス・キリストを表している。右側には、対角線上に描かれた3人の人物が立っている。上から、福音書記者ヨハネ、マグダラのマリア、ニコデモであり、マグダラのマリアとニコデモは、死体を埋葬に準備するために使用された香油が入っている瓶を持っている。
構図的には、巧みに組み合わされた斜め方向と縦方向の要素が画面に緊張感あるまとまりを与えている。十字架の建つ丘の頂という設定を利用して、人物群をピラミッド状に積み重ねるように並べたことは、画面を平面的にし、前景から中景、遠景へという空間の連続性を断っているが、そのことがかえって、遠くに望まれる、デュ―ラーが描いた最も壮大な風景の色彩を排した透明な美しさを際立たせている。
画家の同主題の油彩画は、ゲルマン国立博物館 (ニュルンベルク) とアルテ・マイスター絵画館 (ドレスデン) にもあり、同主題の多くの版画と素描もあるが、本作はその中でも極めて優れた構成を持っている。